# Saint-Michel-de-la-Pierre
Saint-Michel-de-la-Pierre és un municipi francès situat al departament de la Manche i a la regió de Normandia. L'any 2007 tenia 170 habitants.

## Demografia

### Població
El 2007 la població de fet de Saint-Michel-de-la-Pierre era de 170 persones. Hi havia 68 famílies de les quals 20 eren unipersonals (12 homes vivint sols i 8 dones vivint soles), 16 parelles sense fills, 20 parelles amb fills i 12 famílies monoparentals amb fills.
La població ha evolucionat segons el següent gràfic:
Habitants censats

### Habitatges
El 2007 hi havia 81 habitatges, 72 eren l'habitatge principal de la família, 6 eren segones residències i 3 estaven desocupats. 79 eren cases i 2 eren apartaments. Dels 72 habitatges principals, 57 estaven ocupats pels seus propietaris i 15 estaven llogats i ocupats pels llogaters; 1 tenia una cambra, 4 en tenien dues, 5 en tenien tres, 19 en tenien quatre i 42 en tenien cinc o més. 63 habitatges disposaven pel capbaix d'una plaça de pàrquing. A 33 habitatges hi havia un automòbil i a 32 n'hi havia dos o més.

### Piràmide de població
La piràmide de població per edats i sexe el 2009 era:
| Homes | Edats   | Dones |
| ----- | ------- | ----- |
| 0     | 95 o +  | 0     |
| 0     | 90 a 94 | 0     |
| 0     | 85 a 89 | 0     |
| 0     | 80 a 84 | 4     |
| 0     | 75 a 79 | 0     |
| 4     | 70 a 74 | 4     |
| 8     | 65 a 69 | 12    |
| 4     | 60 a 64 | 8     |
| 4     | 55 a 59 | 0     |
| 8     | 50 a 54 | 8     |
| 4     | 45 a 49 | 8     |
| 20    | 40 a 44 | 8     |
| 4     | 35 a 39 | 8     |
| 8     | 30 a 34 | 8     |
| 4     | 25 a 29 | 12    |
| 4     | 20 a 24 | 0     |
| 12    | 15 a 19 | 8     |
| 0     | 10 a 14 | 12    |
| 4     | 5 a 9   | 4     |
| 0     | 0 a 4   | 4     |

## Economia
El 2007 la població en edat de treballar era de 104 persones, 82 eren actives i 22 eren inactives. De les 82 persones actives 76 estaven ocupades (41 homes i 35 dones) i 6 estaven aturades (1 home i 5 dones). De les 22 persones inactives 4 estaven jubilades, 9 estaven estudiant i 9 estaven classificades com a «altres inactius».

### Ingressos
El 2009 a Saint-Michel-de-la-Pierre hi havia 82 unitats fiscals que integraven 208 persones, la mediana anual d'ingressos fiscals per persona era de 15.578 €.

### Activitats econòmiques
L'únic establiment que hi havia el 2007 era d'una empresa de fabricació d'altres productes industrials.
L'any 2000 a Saint-Michel-de-la-Pierre hi havia 8 explotacions agrícoles que ocupaven un total de 201 hectàrees.

## Poblacions més properes
El següent diagrama mostra les poblacions més properes.